# Swiss Made

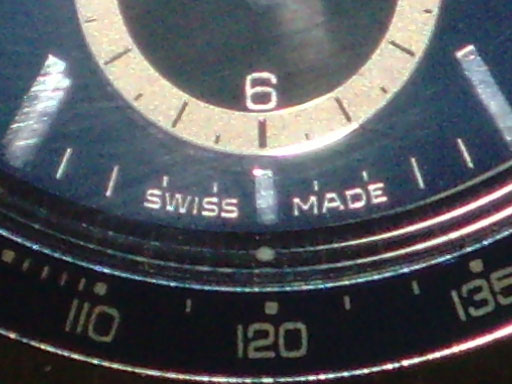
«Swiss Made» маркировка на часах TAG Heuer Carrera

Swiss Made (с англ. — «Сделано в Швейцарии») — маркировка, определенная швейцарским законом 232.119 (рус.) от 23 декабря 1971 года, которую швейцарские производители часов могут проставлять на свои изделия при выполнении установленных этим законом требований. Текст закона доступен на французском (фр.), немецком (нем.) и итальянском (итал.) языках — официальных языках Швейцарской Конфедерации.

## Обзор
Словосочетание «Swiss Made» было формально принято в конце XIX столетия производителями швейцарских часов для защиты своей продукции от подделок. По закону Швейцарии необходимо разрешение для использования гравировки «Suisse», «produit suisse», «fabriqué en Suisse», «qualité suisse» или их переводы, «Swiss», «Swiss Made» или «Swiss Movement». На более старых часах использовалась надпись «Swiss» на позиции 6 часов.
Существуют две части швейцарского закона, который ограничивает использование словосочетания «Swiss Made». Первый закон, который относится ко всем типам продукции, производимой в Швейцарии — Закон о защите товарных знаков и марок (фр.), (LPM). Вторая часть Швейцарского законодательства - LPM пункт 50 закона от 1971 - регламентирует должную спецификацию и качество швейцарских военных часов.

## Швейцарское законодательство
Швейцарский закон 232.119 требует от производителей выполнения определенных условия для разрешения нанесения гравировки на изготавливаемые часы. Эти законы изменялись в швейцарском кодексе, поэтому более старые часы, которые имели гравировку «Swiss Made», не обязательно соответствуют текущим требованиям закона, а в некоторых случаях они их превосходят. Текущий закон применяется к гравировкам «Swiss Made» c 1971 года.
Закон описывает швейцарские часы как понятие, которое зависит от характеристик и/или отдельных параметров их механизма. Также в законе идет речь о том, какие механизмы попадают под определение «Swiss Made». Этот закон полностью установил, на каких часах, часовых корпусах, часовых механизмах и запасных частях для часов может использоваться гравировка «Swiss Made».
Закон об использовании названия устанавливает минимальный стандарт, который требуется, чтобы часы могли носить гравировку «Swiss Made». Часто, насколько часы «швейцарские», больше зависело от бренда и репутации производителя и по этой причине часовая индустрия начала стратифицировать понятие «Swiss Made». Швейцарский Федеральный совет изменил законодательство об использовании «Swiss» на часах в 1995 году. В этой ревизии были добавлены дополнительные объяснения о количестве частей, не произведенных в Швейцарии, и она называлась Des composants étrangers pour les montres («Иностранные компоненты часов»).

### Определение швейцарских часов
В сумме, часы считаются швейцарскими, если они имеют швейцарский механизм или они собраны в Швейцарии и если окончательный этап сборки находится в Швейцарии. Кроме того, 60% затрат на производство должны быть произведены в Швейцарии.

### Определение «Swiss Made» (Сделано в Швейцарии)
Часы называются швейцарскими в соответствии с законодательством, если:
- они обладают швейцарским механизмом
- механизм в эти часы устанавливают в Швейцарии
- изготовитель выполняет окончательную проверку в Швейцарии
- 60 % затрат было произведено в Швейцарии

### Определение «Swiss Movement» (Швейцарский механизм)
Механизм в часах считается швейцарским, если:
- механизм собран в Швейцарии
- механизм прошел проверку производителя в Швейцарии
- не менее 60 % затрат на производство и компоненты осуществляется в Швейцарии[3]

## Критика закона о «Swiss Made»
Критики швейцарского закона об использовании маркировки «Swiss Made» указывают на то, что многие производители швейцарских часов научились, формально выполняя требования закона, обходить их. На производстве в большом количестве применяются иностранные детали, например, китайские. 

«Все больше и больше иностранных компаний, особенно в Азии, поняли, как легко можно назвать свои часы «Swiss Made», то есть, фактически вводить в заблуждение клиентов и продать их по неоправданно высоким ценам.» Президент Федерации швейцарской часовой промышленности Жан-Даниэль Паше
Оригинальный текст (англ.)More and more foreign companies, particularly from Asia, have realized how easy it is to call a watch Swiss-made and in effect mislead clients and sell at higher prices than what they could otherwise justify.

В 2007 году Федерация швейцарской часовой промышленности, желая укрепить позиции бренда «Swiss made» на мировом рынке, обратилась к правительству Швейцарии с инициативой по изменению законодательства для ужесточения требований, предъявляемых к производящимся в Швейцарии часам. Главным изменением было увеличение процента стоимости деталей до 60 % в часовом механизме для того, чтобы он мог считаться «швейцарским». Однако принятие этих изменений затянулось из-за возникших разногласий среди швейцарских производителей, которые указывали на то, что это плохо скажется на их производстве и снизит конкурентоспособность их продукции.